# Секстант (созвездие)
Секста́нт (лат. Sextans, Sex) — маленькое тусклое экваториальное созвездие. Занимает на небе площадь в 313,5 квадратного градуса, содержит 34 звезды, видимые невооружённым глазом.

## Условия наблюдения
Наблюдается по всей территории России. Полная видимость на широтах южнее +80° и севернее −80°. Лучшие условия наблюдения — март.

## История
Новое созвездие. Введено Яном Гевелием в 1690 году в небесном атласе «Уранография». Названо им «Небесный Секстант» в честь любимого астрономического инструмента, сгоревшего вместе с обсерваторией Гевелия в 1679 году. Именно поэтому Гевелий поместил его между Львом и Гидрой, созвездиями, по мнению астрологов того времени, огненной природы, сказав: «Вулкан победил Уранию», то есть римский бог огня победил музу астрономии.
В поле галактик COSMOS в созвездии Секстанта на расстоянии более 2 млрд св. лет от Солнца (красное смещение z ≈ 2,5) найдено состоящее из 5000 галактик прото-сверхскопление Гипериона массой 4,8×1015 масс Солнца.